# 制造执行系统
製造執行系統（英語：Manufacturing execution systems，縮寫：MES）是用於製造業的電腦化系統，用於追蹤和記錄從原材料到成品的轉變過程。製造執行系統提供的資訊可協助製造決策者了解如何優化工廠車間的當前狀況，以提高產量。製造執行系統作為即時監控系統，可對生產過程中的多個要素（如投入、人員、機器和支援服務）進行控制。
製造執行系統可在多個功能領域運行，例如管理整個產品生命週期的產品定義、資源調度、訂單執行和調度、生產分析和停機時間管理，以提高整體設備效率評價（OEE）、產品品質或材料可追溯性。製造執行系統可建立「竣工」記錄，捕捉製造過程的資料、流程和結果。這對於食品飲料或製藥等受監管行業尤其重要，因為這些行業可能需要對流程、事件和行動進行記錄和證明。
製造執行系統的概念可被視為企業資源計劃（ERP）系統與資料採集與監視系統（SCADA）或程序控制系統之間的中間環節；儘管從歷史上看，兩者之間的確切界限一直在變化。1990年代初，國際製造企業解決方案協會（MESA）等行業組織應運而生，以應對製造執行系統的複雜性，並為其執行提供建議。

## 外部連結
- MESA站点 （页面存档备份，存于）
- MESA模型 （页面存档备份，存于）